# (7317) Cabot
(7317) Cabot és un asteroide del cinturó principal amb un periheli de 2.814 ua. Té una excentricitat de 0.1520296 i un període orbital de 1300 dies (3.56 anys). Té una velocitat orbital mitjana de 19.50791831 km/s i una inclinació de 3.98061°.
L'asteroide fou descobert el 12 de març de 1940 per György Kulin. Rep el nom en honor de John Cabot, navegant i explorador.